# Sveriges miljöminister
Sveriges miljöminister är det statsråd som ansvarar för hållbar utveckling, miljölagstiftning, miljöteknik och miljöforskning, naturvård, strålskydd och kärnsäkerhet, kemikalier och kretslopp, vatten och hav samt miljökvalitetsmålen. Miljöministern nomineras i likhet med övriga ministrar av statsministern, ingår i Sveriges regering som bekräftas kollegialt av riksdagen. Miljöministerns närmsta medarbetare är en politiskt tillsatt tjänsteman som innehar titeln statssekreterare.

## Historik
Före 1985 ansvarade jordbruksministern för miljöfrågorna i regeringen. Efter valet 1985 utsågs vice statsminister Ingvar Carlsson till landets förste miljöminister. Efter mordet på Olof Palme kom uppgiften att övergå till Birgitta Dahl. Den 1 januari 1987 inrättades ett särskilt departement för miljöfrågorna, Miljö- och energidepartementet. Därefter har miljöministern alltid varit departementschef, med undantag för åren 2004-06 då samhällsbyggnadsminister Mona Sahlin var departementschef för Miljö- och samhällsbyggnadsdepartementet. I regeringen Löfven I som tillträdde 2014 var Åsa Romson inledningsvis klimat- och miljöminister. Efter Romsons avgång 2016 övergick klimatfrågorna till biståndsminister Isabella Lövin och Romsons efterträdare Karolina Skog fick åter titeln miljöminister. I regeringen Löfven II och den efterföljande regeringen Löfven III agerade först Isabella Lövin och därefter Per Bolund som klimat- och miljöminister, och 2021, i och med regeringen Andersson tillträdande, var Annika Strandhäll miljö- och klimatminister.
Den 18 oktober 2022 anmälde den nytillträdde statsministern Ulf Kristersson att Romina Pourmokhtari är klimat- och miljöminister och statsråd i Klimat- och näringslivsdepartementet. Det innebär en organisationsförändring, där Miljödepartementet upphör och frågorna överförs till det samtidigt inrättade Klimat- och näringslivsdepartementet. Ny departementschef blir energi- och näringsministern. Regeringen har annonserat att den nya departementsindelningen träder i kraft 1 januari 2023. Till dess är Pourmohktari departementschef i Miljödepartementet.
Birgitta Dahl har innehaft ämbetet längst tid, 5 år, 206 dagar.

## Lista över Sveriges miljöministrar
♦ Betecknar ej departementschef
| Namn        | Namn                | Bild | Födelse                                                     | Tillträde                                                                                        | Frånträde         | Död                                    | Politisk tillhörighet | Regering             | Källor |
| ----------- | ------------------- | ---- | ----------------------------------------------------------- | ------------------------------------------------------------------------------------------------ | ----------------- | -------------------------------------- | --------------------- | -------------------- | ------ |
|             | Ingvar Carlsson     |      | 9 november 1934 i Caroli församling i Borås i Västergötland | 7 oktober 1985♦ (samordnings- och miljöminister)                                                 | 28 februari 1986  |                                        | Socialdemokraterna    | Palme II             |        |
|             | Birgitta Dahl       |      | 20 september 1937 i Råda i Västergötland                    | 12 mars 1986♦ (miljö- och energiminister) (1 januari 1987) (från 27 februari 1990 miljöminister) | 4 oktober 1991    |                                        | Socialdemokraterna    | Carlsson I           |        |
| Carlsson II | Birgitta Dahl       |      | 20 september 1937 i Råda i Västergötland                    | 12 mars 1986♦ (miljö- och energiminister) (1 januari 1987) (från 27 februari 1990 miljöminister) | 4 oktober 1991    |                                        | Socialdemokraterna    |                      |        |
|             | Olof Johansson      |      | 31 juli 1937 i Ljungby (Kalmar län) i Småland               | 4 oktober 1991 (miljö- och naturresursminister från 1 december 1991)                             | 16 juni 1994      |                                        | Centerpartiet         | C. Bildt             |        |
|             | Görel Thurdin       |      | 26 maj 1942                                                 | 16 juni 1994 (miljö- och naturresursminister)                                                    | 2 oktober 1994    |                                        | Centerpartiet         | C. Bildt             |        |
|             | Karl Erik Olsson    |      | 23 februari 1938 i Helsingborg i Skåne                      | 2 oktober 1994 (miljö- och naturresursminister)                                                  | 7 oktober 1994    | 23 januari 2021 i Sösdala              | Centerpartiet         | C. Bildt             |        |
|             | Anna Lindh          |      | 19 juni 1957 i Enskede i Stockholm                          | 7 oktober 1994 (miljö- och naturresursminister till 31 december 1994)                            | 7 oktober 1998    | 11 september 2003 i Stockholm (mördad) | Socialdemokraterna    | Carlsson III         |        |
| Persson     | Anna Lindh          |      | 19 juni 1957 i Enskede i Stockholm                          | 7 oktober 1994 (miljö- och naturresursminister till 31 december 1994)                            | 7 oktober 1998    | 11 september 2003 i Stockholm (mördad) | Socialdemokraterna    |                      |        |
|             | Kjell Larsson       |      | 26 mars 1943 i Lundby i Göteborg                            | 7 oktober 1998                                                                                   | 21 oktober 2002   | 21 december 2002 i Stockholm           | Socialdemokraterna    |                      |        |
|             | Lena Sommestad      |      | 3 april 1957 i Börje socken i Uppsala i Uppland             | 21 oktober 2002 (21 oktober 2004♦)                                                               | 6 oktober 2006    |                                        | Socialdemokraterna    |                      |        |
|             | Andreas Carlgren    |      | 8 juli 1958 i Västra Ryd i Upplands-Bro i Uppland           | 6 oktober 2006                                                                                   | 29 september 2011 |                                        | Centerpartiet         | Reinfeldt            |        |
|             | Lena Ek             |      | 16 januari 1958 i Mönsterås i Småland                       | 29 september 2011                                                                                | 3 oktober 2014    |                                        | Centerpartiet         | Reinfeldt            |        |
|             | Åsa Romson          |      | 22 mars 1972 i Salems församling i Stockholms län           | 3 oktober 2014 (klimat- och miljöminister)                                                       | 25 maj 2016       |                                        | Miljöpartiet de Gröna | Löfven I             |        |
|             | Karolina Skog       |      | 30 mars 1976 i Åhus i Skåne län                             | 25 maj 2016                                                                                      | 21 januari 2019   |                                        | Miljöpartiet de Gröna | Löfven I             |        |
|             | Isabella Lövin      |      | 3 februari 1963 i Helsingborg i Skåne län                   | 21 januari 2019 (klimat- och miljöminister)                                                      | 5 februari 2021   |                                        | Miljöpartiet de Gröna | Löfven II            |        |
|             | Per Bolund          |      | 3 juli 1971 i Hässelby i Stockholms län                     | 5 februari 2021 (klimat- och miljöminister)                                                      | 30 november 2021  |                                        | Miljöpartiet de Gröna | Löfven II Löfven III | [ 4 ]  |
|             | Annika Strandhäll   |      | 30 april 1975 i Göteborg i Västra Götalands län             | 30 november 2021 (miljö- och klimatminister)                                                     | 18 oktober 2022   |                                        | Socialdemokraterna    | Andersson            | [ 5 ]  |
|             | Romina Pourmokhtari |      | 12 november 1995 i Sundbyberg i Stockholms län              | 18 oktober 2022♦ (klimat- och miljöminister)                                                     |                   |                                        | Liberalerna           | Kristersson          |        |
| Namn        | Namn                | Bild | Födelse                                                     | Tillträde                                                                                        | Frånträde         | Död                                    | Politisk tillhörighet | Regering             |        |